# Y-Δ変換

Δ接続回路とY接続回路

Y-Δ変換（ワイ-デルタへんかん、Y-Δ transform)、スターデルタ変換(star-delta transform)、T-Π変換(ティ-パイへんかん、T-Π transform)とは、Y字型に接続したY接続（Y diagram）回路と、三角形に接続したΔ接続（Δ diagram）回路が、等価の回路になるように変換する手法である。回路の形状がアルファベットのY・Tやギリシア文字のΔに見えることからこの名前がつけられた。なお、イギリスではY接続回路をスター接続(star diagram)回路と呼ぶ。
一部の文献では、Y接続からΔ接続への変換をY-Δ変換と定義し、逆変換(Δ接続からY接続への変換)を、Δ-Y変換、デルタスター変換、Π-T変換と記載している。

## Y-Δ変換の基本
変換は図に示す3端子の回路で行なわれる。それぞれの回路の端子は同一の端子である必要がある。この変換式は、実数(抵抗素子)の場合だけでなく、複素数(容量素子、誘導素子)の場合でも成立する。

### Δ回路からY回路への変換
一般に、Y接続回路のある端子に接続されるインピーダンスRyは、Δ接続回路で隣接するノードへのインピーダンス{\displaystyle R'}と{\displaystyle R''}から次のように表される。
{\displaystyle R_{y}={\frac {R'R''}{\sum R_{\Delta }}}}
ただし、{\displaystyle \sum R_{\Delta }}はΔ接続回路の全てのインピーダンスの和である。これから次式が得られる。
{\displaystyle R_{a}={\frac {R_{ab}R_{ac}}{R_{ab}+R_{bc}+R_{ac}}}}
{\displaystyle R_{b}={\frac {R_{ab}R_{bc}}{R_{ab}+R_{bc}+R_{ac}}}}
{\displaystyle R_{c}={\frac {R_{bc}R_{ac}}{R_{ab}+R_{bc}+R_{ac}}}}
- 上記公式の導出は、以下のように行う。

1. 並列接続した抵抗値を求める公式から以下の3式を導く
{\displaystyle R_{a}+R_{b}={\frac {R_{ab}(R_{bc}+R_{ac})}{R_{ab}+(R_{bc}+R_{ac})}}}
{\displaystyle R_{b}+R_{c}={\frac {R_{bc}(R_{ac}+R_{ab})}{R_{bc}+(R_{ac}+R_{ab})}}}
{\displaystyle R_{c}+R_{a}={\frac {R_{ac}(R_{ab}+R_{bc})}{R_{ca}+(R_{ab}+R_{bc})}}}
2. 上記3式の両辺を足して、以下の式を導く
{\displaystyle R_{a}+R_{b}+R_{c}={\frac {R_{ab}R_{bc}+R_{bc}R_{ac}+R_{ac}R_{ab}}{R_{ab}+R_{bc}+R_{ac}}}}
3. 元の3式との差を取ることで、インピーダンスを計算する式が導きだせる
例）
{\displaystyle R_{b}+R_{c}={\frac {R_{bc}(R_{ac}+R_{ab})}{R_{bc}+R_{ac}+R_{ab}}}}
との差を取ると、
{\displaystyle R_{a}={\frac {R_{ab}R_{ac}}{R_{ab}+R_{bc}+R_{ac}}}}

### Y回路からΔ回路への変換
一般に、Δ接続回路のある端子間に接続されるインピーダンス{\displaystyle R_{\Delta }}は、以下の式で表される。
{\displaystyle R_{\Delta }={\frac {R_{P}}{R_{\mathrm {opposite} }}}}
ただし、{\displaystyle R_{P}=R_{a}R_{b}+R_{b}R_{c}+R_{c}R_{a}}であり、Y接続回路中のインピーダンスの2つの積の和である。{\displaystyle R_{\mathrm {opposite} }}は、{\displaystyle R_{\Delta }}に対抗する辺のインピーダンスである。これから次式が得られる。
{\displaystyle R_{ab}={\frac {R_{a}R_{b}+R_{b}R_{c}+R_{c}R_{a}}{R_{c}}}}
{\displaystyle R_{bc}={\frac {R_{a}R_{b}+R_{b}R_{c}+R_{c}R_{a}}{R_{a}}}}
{\displaystyle R_{ac}={\frac {R_{a}R_{b}+R_{b}R_{c}+R_{c}R_{a}}{R_{b}}}}

## グラフ理論
グラフ理論ではY-Δ変換は、グラフ中のYのサブグラフを同等のΔのサブグラフに置き換えることである。この変換はグラフのエッジの数を増加させることは無いが、グラフのノードの数を増加させる。2つのグラフは、Y-Δ変換と逆変換を行い、もとに戻るのであるなら、Y-Δ等価であるという。例えば、ピーターセングラフはY-Δ等価なクラスである。